# Coppa di Francia 2002-2003 (hockey su pista)
La Coppa di Francia 2002-2003 è stata la 2ª edizione della principale coppa nazionale francese di hockey su pista.
Il trofeo è stato conquistato dal Saint-Brieuc per la prima volta nella sua storia superando in finale il Mérignac.

## Risultati

### Quarti di finale
| Squadra 1      | Risultato | Squadra 2  |
| -------------- | --------- | ---------- |
| Coutras        | 6 - 7     | Mérignac   |
| Vaulx-en-Velin | 6 - 5     | Ploufragan |
| La Vendéenne   | 3 - 2     | Quévert    |
| Saint-Brieuc   | ? - ?     | ?          |

### Semifinali
| Squadra 1      | Risultato | Squadra 2    |
| -------------- | --------- | ------------ |
| Vaulx-en-Velin | 1 - 5     | Saint-Brieuc |
| Mérignac       | 8 - 3     | La Vendéenne |

### Finale
| 7 giugno 2003                          | Saint-Brieuc   | 4 – 4 (d.t.s.) | Mérignac |  |
| \| \| \| \| \| \| Shootout 2 – 1 \| \| |                |                |          |  |
|                                        |                |                |          |  |
|                                        | Shootout 2 – 1 |                |          |  |